# Portada/efemèride maig 17
L'ermita de Sant Sebastià
« 16 de maig · 17 de maig · 18 de maig »